# Näckrosor (målning)

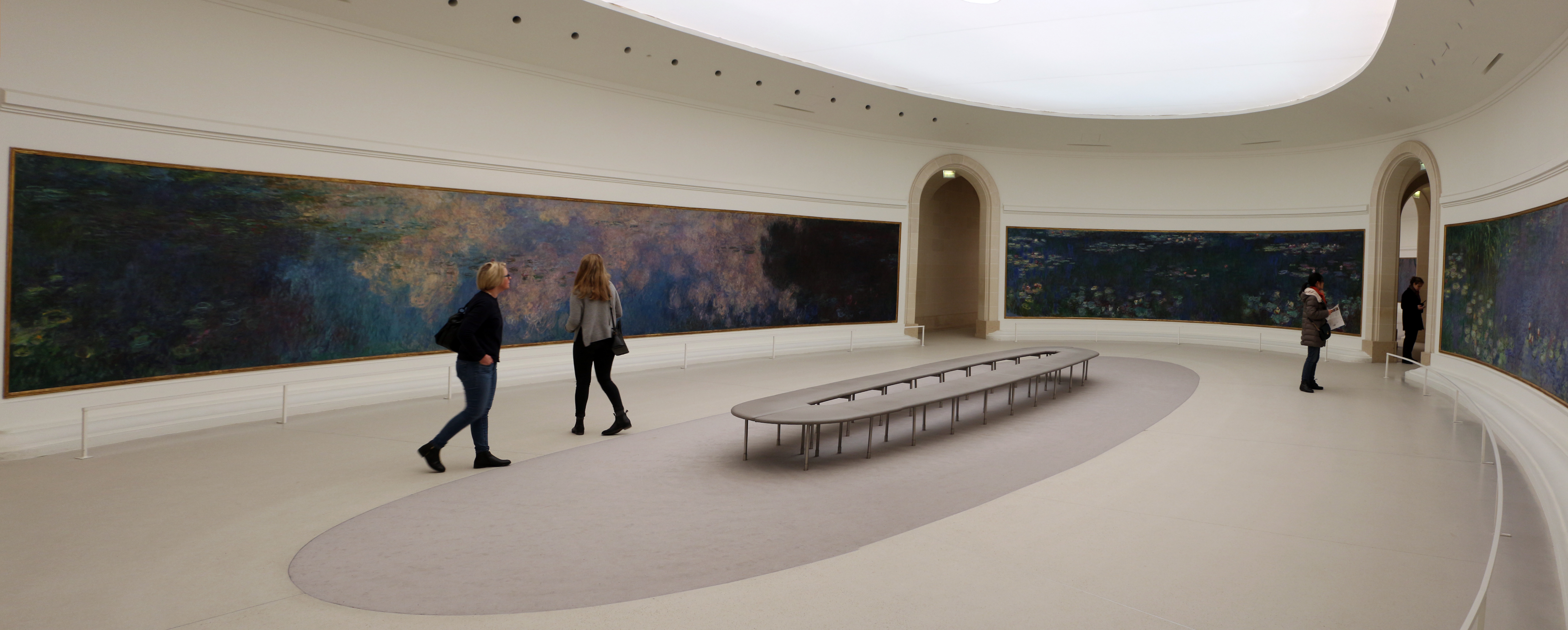
Näckrosmålningar på Musée de l'Orangerie i Paris

Näckrosor (franska: Les Nymphéas) eller Näckrosdammen (Le Bassin aux nymphéas) är en serie oljemålningar av den franske konstnären Claude Monet. Den omfattar omkring 250 verk och målades från 1897 och fram till konstnärens död 1926. 
Målningarna avbildar en trädgårdsdamm vid det hus i Giverny som Monet hyrde från 1883. I slutet av 1890 fick Monet tillfälle att köpa lantgården och tre år senare köpte han ytterligare ett stycke land i dess anslutning där han anlade en näckrosdamm. Monets intresse för trädgården framgår av flera målningar, till exempel Konstnärens trädgård i Giverny. Han inspirerades av japanska trädgårdar och anlade en träbro som är avmålad i flera verk (målningarna benämns då också Japanska bron, Le pont japanais). Hans intresse för den japanska kulturen framgår också av hans samling av japanska träsnitt (Ukiyo-e) som han hade i Giverny.
Flertalet av näckrosmålningarna tillkom under senare delen av konstnärens liv och när han led av grå starr. Från 1914 och fram till sin död 1926 arbetade den nästan blinda Monet som besatt med åtta stora muralmålningar av näckrosor. På 1920-talet lät franska staten, under ledning av Monets vän Georges Clemenceau, uppföra två ovala rum anpassade för Monets målningar. Rummen var fönsterlösa; avsikten var att göra de lämpade för ostörd meditation. De var belägna i orangeriet, ett annex till Tuilerierna i centrala Paris. Musée de l'Orangerie öppnade den 16 maj 1927, några månader efter konstnärens död. 
Monets näckrosmålningarna är utställda på flera av världens främsta konstmuseer; andra målningar ur serien har sålts för miljonbelopp på auktioner, till exempel i juni 2014 då en målning ur serien såldes för 54 miljoner dollar på Sotheby's i London.

## Urval av målningar ur serien Näckrosor
|  | Titel                                            | År           | Storlek    | Plats                                       |
|  | ------------------------------------------------ | ------------ | ---------- | ------------------------------------------- |
|  | Nymphéas                                         | 1897-1898    | 66 x 104   | Los Angeles County Museum of Art            |
|  | Nymphéas                                         | 1897–1899    | 81 x 100   | Galleria Nazionale d'Arte Moderna, Rom      |
|  | Le Bassin aux nymphéas, harmonie verte           | 1898         | 89 x 92    | Musée d'Orsay, Paris                        |
|  | Nymphéas et pont japonais                        | 1899         | 90,5 x 90  | Princeton University Art Museum, Princeton  |
|  | Pont au-dessus d'un bassin de nymphéas           | 1899         | 93 x 74    | Metropolitan Museum of Art, New York        |
|  | The Japanese Footbridge                          | 1899         | 81 x 102   | National Gallery of Art, Washington D.C.    |
|  | Nympheas blancs                                  | 1899         | 89 x 93    | Pusjkinmuseet, Moskva                       |
|  | Pont japonais et bassin aux nymphéas             | 1899         | 89 x 93    | Philadelphia Museum of Art                  |
|  | Le Bassin aux nymphéas                           | 1899         | 88 x 93    | National Gallery, London                    |
|  | Le Pont japonais ou le Bassin aux nymphéas       | 1900         |            | Museum of Fine Arts, Boston                 |
|  | Le Pont japonais                                 | 1900         |            | Philadelphia Museum of Art                  |
|  | Nymphéas                                         | 1903         | 90 x 96    | Musée d'art moderne André Malraux, Le Havre |
|  | Nymphéas                                         | 1903         |            | Dayton Art Institute, Ohio                  |
|  | Le Bassin des nymphéas                           | 1904         | 88 x 91    | Denver Art Museum                           |
|  | Nymphéas                                         | 1905         | 89 x 100   | Museum of Fine Arts, Boston                 |
|  | Nymphéas                                         | 1906         | 80 x 94    | Art Institute of Chicago                    |
|  | Étang avec des nénuphars                         | 1907         |            | Israel Museum, Jerusalem                    |
|  | Nymphéas                                         | 1907         | 73 x 92    | Kawamura Memorial DIC Museum of Art, Sakura |
|  | Nymphéas                                         | 1907         |            | Bridgestone Museum of Art, Tokyo            |
|  | Nymphéas                                         | 1907         | 91 x 81    | Museum of Fine Arts, Houston                |
|  | Näckrosor                                        | 1907         | 106 x 73,5 | Göteborgs konstmuseum                       |
|  | Le bassin aux nymphéas ou Les nymphéas à Giverny | 1907         | 100 x 200  | Musée des beaux-arts de Nantes              |
|  | Nymphéas au soleil couchant                      | 1907         | 73 x 93    | National Gallery, London                    |
|  | Nymphéas                                         | 1907         | 73 x 93    | Worcester Art Museum, Massachusetts         |
|  | Nymphéas                                         | 1914-1917    | 181 x 202  | National Gallery of Australia, Canberra     |
|  | Nymphéas, le matin clair aux saules              | 1914-1926    | 200 x 1257 | Musée de l'Orangerie, Paris                 |
|  | Nymphéas, reflets verts                          | 1914-1926    | 200 x 850  | Musée de l'Orangerie, Paris                 |
|  | Nymphéas, Soleil couchant                        | 1914-1926    | 200 x 600  | Musée de l'Orangerie, Paris                 |
|  | Nymphéas, les nuages                             | 1914-1926    | 200 x 1275 | Musée de l'Orangerie, Paris                 |
|  | Nymphéas, les deux saules                        | 1914-1926    | 200 x 1700 | Musée de l'Orangerie, Paris                 |
|  | Nymphéas, reflets d'arbres                       | 1914-1926    | 200 x 850  | Musée de l'Orangerie, Paris                 |
|  | Nymphéas                                         | 1915-1926    | 200 x 425  | Nelson-Atkins Museum of Art, Kansas City    |
|  | Nymphéas                                         | omkring 1915 | 200 x 425  | Neue Pinakothek, München                    |
|  | Nymphéas                                         | 1915         |            | Musée Marmottan, Paris                      |
|  | Nymphéas blancs et jaunes                        | 1915-1917    | 200 x 200  | Kunst Museum Winterthur, Winterthur         |
|  | Le Bassin aux nymphéas                           | 1915-1926    |            | Chichu Art Museum, Kagawa                   |
|  | Nymphéas                                         | 1916         | 200 x 200  | National Museum of Western Art, Tokyo       |
|  | Nymphéas                                         | efter 1916   | 200 x 427  | National Gallery, London                    |
|  | Nymphéas, reflets de saule                       | 1916-1919    | 200 x 200  | Musée Marmottan, Paris                      |
|  | Nymphéas bleus                                   | 1916-1919    | 200 x 200  | Musée d'Orsay, Paris                        |
|  | Nymphéas                                         | 1917-1919    |            | Honolulu Museum of Art                      |
|  | Bassin aux nymphéas                              | 1917-1919    |            | Albertina, Wien                             |
|  | Bassin aux nymphéas                              | 1917-1920    | 300 x 200  | Fondation Beyeler, Riehen                   |
|  | Le Bassin aux nymphéas                           | 1919         |            | Metropolitan Museum of Art, New York        |
|  | Les Nymphéas                                     | 1920-1926    | 219 x 602  | Musée de l'Orangerie, Paris                 |
|  | Reflets de nuages sur le bassin aux Nymphéas     | 1914–1926    | 200 x 1276 | Museum of Modern Art, New York              |
|  | Le Pont japonais                                 | 1918-1924    | 115 x 89   | Fondation Beyeler, Riehen                   |
|  | Le Pont japonais                                 | 1920-1922    | 89,5 x 116 | Museum of Modern Art, New York              |
|  | Le Pont japonais, Giverny                        | 1920-1924    | 94 x 89    | Museum of Fine Arts, Houston                |
|  | Le Pont japonais, sur le bassin aux nymphéas     | 1920-1924    | 90 x 92,5  | Museu de Arte de São Paulo                  |
|  | Nymphéas et Pont japonais                        | 1918-1926    | 89 x 93    | Philadelphia Museum of Art                  |
|  | Nymphéas                                         | 1922         | 200 x 213  | Toledo Museum of Art, Ohio                  |